# Вилига (приток Ояти)
Вилига — река в России, левый приток Ояти. Протекает по Лодейнопольскому району Ленинградской области.
Исток — западнее деревни Кальшеницы. Течёт сперва на запад, затем на север, впадает в Оять с левого берега в 80 км от её устья, у деревни Игокиничи.
Недалеко от устья пересекает дорогу Н147 (Доможирово (дорога М18) — Алёховщина — дорога Р37). В 2009 году планировался ремонт моста через Вилигу.
Длина реки составляет 22 км, площадь водосборного бассейна 84,1 км².
Притоки:
- В 7,3 км от устья по правому берегу реки впадает река Сарка.
- ~ в 12 км от устья по правому берегу реки впадает река Вехкое.

## Данные водного реестра
По данным государственного водного реестра России относится к Балтийскому бассейновому округу, водохозяйственный участок реки — Свирь, речной подбассейн реки — Свирь (включая реки бассейна Онежского озера). Относится к речному бассейну реки Нева (включая бассейны рек Онежского и Ладожского озера).
Код объекта в государственном водном реестре — 01040100812102000013208.